# Branle vert
Erica reunionensis
Pour les articles homonymes, voir Branne.
Ne doit pas être confondu avec branle filao.
Espèce
Classification phylogénétique
Le branle vert (Erica reunionensis) est une espèce de plantes à fleurs de la famille des Ericaceae. C'est une bruyère arborescente endémique de l'île de La Réunion. Il y est parfois appelé branne.

## Description
L'espèce, à caractère pionnier, affectionne les sols acides en terrain découvert. Elle est caractéristique de plusieurs formations végétales, notamment :
- les landes et maquis d'altitude, appelés branles ou fourrés éricoïdes, dont le branle vert est généralement le constituant principal,
- les fourrés à avoune, une association végétale montagnarde originale sous micro-climat très pluvieux, qui se développe par-dessus elle-même, où la partie de végétation active, très riche en épiphytes (mousses, lichens, fougères, orchidées, ...) surmonte un enchevêtrement d'anciens troncs et racines.

On trouve également le branle vert, qui témoigne ainsi de son tempérament colonisateur, sur les sols superficiels et les crêtes rocheuses de la forêt de moyenne altitude.

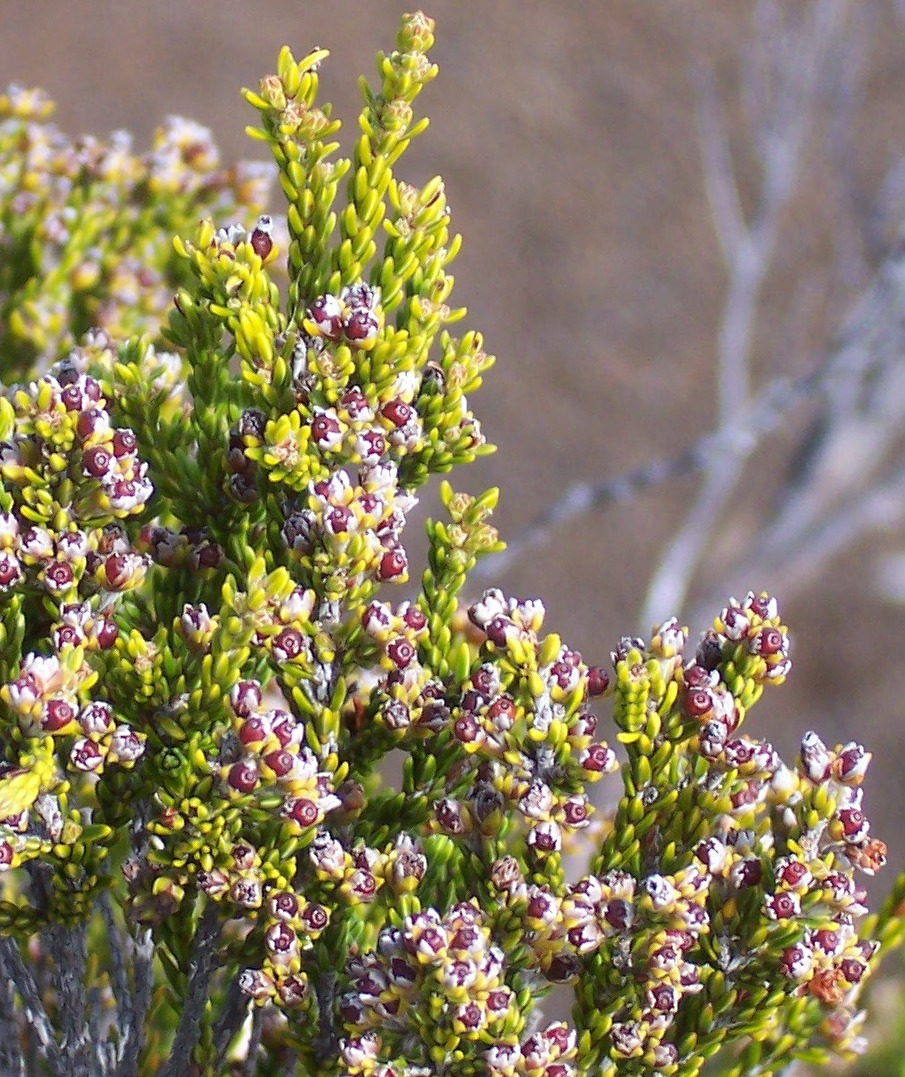
Détail de la fructification.

Les feuilles sont étroites et aciculaires, plaquées contre les tiges. Les rameaux sont droits et dressés. Les fleurs, à l'extrémité des rameaux, sont nombreuses et minuscules. L'écorce se détache en fines lanières.

Dans les conditions de fertilité les plus favorables, le branle vert peut prendre l'allure d'un petit arbre.
Le nom branle est une déformation du français brande, qui se rapporte aux bruyères, ainsi que par extension aux landes.
Une espèce proche, le branle filao (Erica arborescens) est également endémique de La Réunion. Elle se distingue facilement par son caractère plus forestier, par ses rameaux souples et légèrement retombants.

## Synonymes
- Salaxis montana Willd.
- Philippia montana (Willd.) Klotzsch